# أليش تشيه
أليش تشيه (بالسلوفينية: Aleš Čeh)‏ (مواليد 7 أبريل 1968) هو لاعب كرة قدم. يلعب مع منتخب سلوفينيا لكرة القدم. سبق له أن لعب في كأس العالم لكرة القدم مع منتخب بلاده.

## روابط خارجية
- أليش تشيه على موقع الاتحاد الدولي (مؤرشف)  (الإنجليزية)
- أليش تشيه على موقع قاعدة بيانات كرة القدم.إي يو (الإنجليزية)
- أليش تشيه على موقع ناشيونال فوتبول تيمز (الإنجليزية)
- أليش تشيه على موقع عالم كرة القدم.نت (الإنجليزية)